# Акулосьминог
«Акулосьминог» (англ. Sharktopus) — телевизионный фильм ужасов с элементами боевика и научной фантастики, снятый Декланом О’Брайеном специально для канала Syfy Universal в 2010 году. В главных ролях снимались Эрик Робертс и Сара Малакул Лейн. Премьера прошла 25 сентября 2010, на DVD и Blu-Ray фильм вышел 15 марта 2011 года.
По словам продюсера Роджера Кормана, «Акулосьминог» был успешным фильмом. Впоследствии было снято несколько сиквелов. Так, например, в 2015 году был снят кроссовер «Акулосьминог против птеракуды».

## Сюжет
Учёный Натан Сэндс, специалист в области генетической инженерии, специально для Военно-морских сил США разрабатывает оружие нового поколения — гибрид акулы и осьминога. Сэндс демонстрирует проект своему начальству, комиссии под названием «Blue Water»: управляемый им «акулоосьминог» нападает на наркоторговцев у Санта-Моники. Внезапно монстр выходит из-под контроля и уплывает к берегам Мексики. Как раз в это время в курортном городе Пуэрто-Вальярта на пляжах собираются тысячи туристов, которые становятся потенциальными жертвами подводного чудовища.

## В ролях
| Актёр/актриса     | Роль                      |
| ----------------- | ------------------------- |
| Эрик Робертс      | доктор Нэйтан Сэндс       |
| Сара Малакул Лейн | дочь Нэйтана Николь Сэндс |
| Керем Бюрсин      | бывший солдат Энди Флинн  |
| Лив Богн          | репортёр Стэйси Эверхарт  |
| Гектор Хименес    | оператор Боунс            |
| Питер Нельсон     | коммандер Кокс            |
| Ральф Гарман      | пират Джек                |
| Шанди Финнесси    | Стефи                     |
| Роджер Корман     | мужчина на пляже (камео)  |